# 大喜鵬将大
大喜鵬 将大（だいきほう まさひろ、1989年5月13日 - ）は、福岡県飯塚市出身（一時東京都江東区）で宮城野部屋に所属していた元大相撲力士。本名および旧四股名は山口 雅弘（やまぐち まさひろ）。横綱白鵬の初の内弟子として入門したが、白鵬が宮城野部屋を継承する前に引退したため、結果的に白鵬と正式な師弟関係を持つことはなかった。身長182cm・体重136kg。最高位は西前頭16枚目（2013年5月場所）。

## 来歴
出生地は福岡県飯塚市だが、3歳の時に家族と共に都内に転居した。幼少期はラグビーをしていたが、練習メニューの一環として相撲を始めるよう父親からの提案を受け、小学校4年次に近所の道場へ通い始め、中学校は相撲に本腰を入れるべく実家を離れて鳥取市立西中学校へ進学、3年次には全国都道府県中学生相撲選手権大会個人戦で優勝した。高校は西中学と一貫練習を行っている鳥取城北高校へ進学。1年次に出場した全国高等学校総合体育大会相撲競技大会では1年生ながら高校横綱となる大快挙を挙げた。1年生横綱は久嶋啓太（後の前頭・久島海啓太）以来24年ぶりのことであった。決勝戦の相手は李大源（後の前頭・栃乃若導大）であったが、翌年の大会では準々決勝で対戦し、敗れてしまった。高校卒業後は日本大学文理学部体育学科へ進学、1年次の入学直後に出場した第25回全日本大学選抜相撲宇和島大会個人戦・新人戦を連覇して頭角を現した。4年次には主将を務め、国体相撲成年個人の部で優勝、国体横綱となった。大学時代には明月院秀政（後の小結・千代大龍秀政)を電車道で破るなど、当時からその実力は高く、高校・大学の先輩でもある田宮啓司（元大関・琴光喜啓司）からは既に幕内級の実力があると認められていた。
高校・大学在学中のアマチュア時代に前述を含めた19個のタイトルを獲得した山口は、琴光喜を経由して知り合った横綱白鵬からのスカウトを受け、宮城野部屋へ入門した。本人も「強くなってオレも白鵬関みたいな華やかな生活を送りたい」と気を良くして入門を決めたという。
国体横綱ということで幕下付出での入門が承認され、2012年3月場所、幕下15枚目格付出で入門した。学生相撲出身者は同期生におらず、平成生まれで初の学生相撲出身となった。初土俵から2場所連続で勝ち越し、3場所目となった同年7月場所では東幕下5枚目の地位で7戦全勝の幕下優勝を果たし、9月場所での新十両昇進を決めた。新十両昇進と同時に、それまで本名のままであった四股名を「大喜鵬」に改めた。場所後、両国国技館で行われた昇進披露宴では「皆さまのおかげで無事に昇進できました。これからはしこ名の通り、大勢の人に喜んでもらえるよう、稽古に精進していきます」とあいさつを兼ねて四股名の由来を語った。その後、十両は4場所で通過した。
2013年5月場所に於いて新入幕（西前頭16枚目）を果たし、それに合わせ日本相撲協会に届け出る出身地を東京から自身の出生地である飯塚市に変更。福岡県出身力士の新入幕は、2011年11月場所の松鳳山以来23人目。当場所は腰から落ちる相撲に終始し下半身の脆さを露呈してしまい、初日から7連敗するなど3勝12敗と大きく負け越した。翌7月場所・続く9月場所も調子が上がらず連続して7勝8敗。続く11月場所は9日目に2勝7敗と負け越し寸前に追い込まれるも、御当地力士として受けた声援に元気づけられ「成績がついてくれば応援ももっと増えるのかな」と奮起した甲斐あって千秋楽まで6連勝と挽回して4場所ぶりの勝ち越しを果たした。
2014年1月場所は9日目の照ノ富士戦で左脇腹を骨折したことで10日目から千秋楽まで1勝5敗と大きく失速し、場所を5勝10敗の不成績で終えた。東十両14枚目と後がない状態で迎えた同年5月場所では、足の指の付け根に水が溜まる故障に苦しみ最終的に2勝13敗と大敗し、11場所連続で務めた関取の地位を手放すことになった。東幕下10枚目から出直す形となった翌7月場所は4連敗後に腰の手術のために途中休場。その後も手の震え・20kg近い体重減少など体調不良が続き、アルコール依存症を疑われたこともあったとされる。入門当初の地位を下回る西幕下45枚目まで後退した翌9月場所も7戦全敗と振るわず、翌11月場所は東三段目21枚目まで番付を後退させてしまったが当場所は4勝3敗と1年ぶりに勝ち越した。
2015年3月場所から四股名を本名の山口に戻した。当場所後、甲状腺疾患の「バセドウ病」と診断され「どこまで回復できるか分からないが、薬が駄目だったら（相撲を）やめよう」とまで覚悟を決めて臨んでいた。投薬治療が効果を上げて体調は徐々に回復したこともあって、同年11月場所より幕下に復帰。罹患前は努力を苦手としていたが、同時期には「コツコツしないと不安になる。朝起きたら1日1個、課題を考えて取り組んでいる。一日一日しっかり生きよう」と、生活態度の変化を示していた。
2016年7月場所は西幕下8枚目まで番付を戻し、6番相撲まで負けなしであったが7番相撲で竜勢に敗れ、関取復帰は持ち越しとなったが、東幕下2枚目で臨んだ翌9月場所は突き押しや土俵際の粘りが冴えたことで7戦全勝で2回目の幕下優勝を果たし、その後の取材では「玉木（7番相撲の相手）はいい相撲を取っていたので、一生懸命にやって勝ちたいと思いました。勢いのある力士と取れてよかったです。」とほっとした様子を見せていた。当場所後の番付編成会議で2年半ぶりの関取復帰を決め、記者会見で「以前（幕内昇進時）は『花火のようにパッと行って、はかなく散った』と周りから言われた。次は根っこの太い、先がきれいな花になりたい」と意欲を燃やしていた。関取復帰直後の翌11月場所を9勝6敗と勝ち越し、幕内在位経験者が幕下以下の地位で皆勤全敗を記録し、その後に関取復帰したケースは史上初であったが、これに「復帰後に関取の地位で勝ち越した」とするもう一つの史上初が加わる形となった。。関取の地位での勝ち越し自体も自身としては丸3年ぶりであった。
2017年1月場所は番付運に恵まれずわずか1枚半上昇の東十両9枚目の地位となったが当場所でも9勝6敗と勝ち越した。場所後の2月1日には当時26歳で元ネイリストの一般女性と結婚。2015年2月に行われた琴光喜の断髪式で知り合い、付き合ってから9場所連続勝ち越しと運気が上がったと言う。結婚を公にした際には「最初の子が記憶あるぐらいまでは活躍したい」と、抱負を語っていた。翌3月場所も8勝7敗として3場所連続で十両で勝ち越した。その後は十両を維持しながら一進一退を続けていたが、東十両12枚目で迎えた2018年1月場所において4日目から10連敗した上に右膝を負傷し14日目から休場するなど、僅か2勝に留まり、関取の座を再び失うこととなった。当場所後、山口は「もう終わったこと。次のことを考えないといけない。15枚目以内には残ると思うので、7戦全勝のワンチャンスに懸けたい」と意気込んでいたが、翌3月場所も2勝5敗と負け越し。その後も調子を取り戻せず、2018年の6場所全てを負け越し、2019年1月場所では再び三段目まで降格した。以降も負け越しが続き、2019年9月場所では自己最低地位の三段目89枚目まで番付を落としてしまった。
結局、当場所千秋楽となる2019年9月22日、日本相撲協会に引退届を提出し現役引退が発表された。後縦靱帯骨化症で稽古もままならず、医師には手術をしても相撲が出来るまで回復する保証は出来ないと告げられ、悪化すると日常生活にも支障を来たす恐れがあり、これ以上幕下以下で暮らして家族に迷惑をかけることができないこともあって2019年の3月に宮城野と白鵬に引退を相談していたと言う。引退当初は宮城野部屋の業務を手伝いながら人材派遣業に携わる意向を示し、2020年2月29日放送分のTBS系『バース・デイ』で人材派遣会社で働いている様子が放送された。ちゃんこを一般の人にもっと届けたいという思いから会社を立ち上げ、2022年5月に夫人の地元である名古屋市で『大ちゃん食堂』という名でキッチンカーを開業し、ちゃんこ鍋や唐揚げを販売している。2023年現在は、キッチンカーの事業を継続しつつ、宮城野部屋のコーチや同部屋所属力士の送迎役も務めている。
2023年1月28日に開催された白鵬の断髪式には髷が残った状態で参加し、自身の断髪式は新型コロナウイルスの流行・キッチンカー事業の多忙・兄弟子白鵬（宮城野親方）の断髪式の準備を優先せざるを得なかったなど、複数の事情が相重なり、引退から約4年後の2023年9月3日に両国国技館の大広間で行われ、元大関豪栄道の武隈親方や弟弟子の炎鵬、日大時代の同期の間垣親方（元幕内・石浦）など230人が鋏を入れ、宮城野親方が止め鋏を入れた。

## エピソード

### 人物
- 別格のおしゃべり好き[30]であり、「飯は我慢できても喋りたいタイプ」と本人が話した記事も存在する[31]。2012年9月場所4日目のNHK大相撲中継では北の富士から「あまりしゃべらないことだね」とおしゃべりぶりを諌められた。
- 中学・高校・大学の同級生であり相撲部のチームメイトである同部屋の石浦はアマチュア時代の大喜鵬について「稽古はまるで喧嘩でした。たまにこっちが勝つと顔を張ってきた」と負けず嫌いであるという人物評を語った[30][32]。
  - 石浦はまた2017年2月28日に大阪市・毎日放送ちゃやまちプラザで行われた「大相撲春場所まつり」（スポーツニッポン主催）のトークショーで「（山口とは）ケンカもよくしました」と語っていた。最も記憶に残る一戦は、格闘技「K-1」のテレビゲームをしている最中に口論となり「ど突き合い」にまで発展したことであった。体力が有り余る2人は土俵だけでは飽き足らず、宿舎でもK-1ファイターばりに本気で殴り合っていたと言う[33]。
- 日本大学相撲部在籍当時は酒癖が悪く、酒に酔うと先輩の個室を襲撃していた旨を、大学の1年先輩の常幸龍が雑誌の対談企画（対談相手は遠藤）でしていた。ただし、常幸龍自身は襲撃された覚えはないと述懐していた[34]。別のインタビュー記事では大喜鵬自身もこのことに触れており、遠藤と2人で相撲部の寮の中を荒らして回ったことがあると認めていた[35]。

### 土俵上のハプニング
- 新十両として2012年9月場所を迎え、ここでは初日に力水をつけられた後吐き出さずに飲みこんでしまい、再び力水をつけてもらうことになった。2日目には撒いた塩が自身の頭にかかり、2日連続で土俵上の所作を失敗というハプニングを起こしてしまった[36]。また、新入幕で迎えた2013年5月場所でも、初日に西幕内土俵入りを終えた後、本来ならば西側の白房下の踏み段から土俵を降りなければならないのに、中央の踏み段から降りようとしてしまった。
- 2013年2月10日に行われた日本大相撲トーナメントから、大声を出しながら体の各所を叩くという、パフォーマンスのようにも見える気合入れを採り入れた。同時期に左目の網膜剥離の手術を受けて以降、土俵に上がることに対し恐怖を感じるようになり、それを払拭するためとしていた。当初は現役時代に同様の気合入れをしていた高見盛改め振分親方も「やって力が入るのなら続ければいい」としていたが、後に「ものまねで人気を取るだけならやめてほしい」と意見を変えた。本場所でも続けていたが、ついに「おちょくっているみたいだ」として同年3月場所7日目以降声を出さないよう審判部から注意を受けた[37]。これを受けて声を出さないよう改めた新しい様式の気合入れも、翌5月場所で今度は監察委員会から注意がなされた[38]。
- 2013年11月場所12日目に、既に土俵を割っていた明瀬山に対して駄目押しをしたとして、審判部から注意を受けた[39]。

### その他相撲関連
- 幕下付出入門で非常に出世が早かったため、関取昇進の段階では髷が結えず、千代大龍以来となるざんばら髪の関取となった。関取2場所目の2012年11月場所が終了した後の同年12月11日に初めて髷を結った。また、大銀杏は2013年の秋巡業で初めて結った。
  - 白鵬の横綱土俵入りは、結果的に自身唯一の幕内在位場所となった2013年5月場所ではまだ大銀杏を結っていなかったため太刀持ちや露払いをすることができず、本場所で白鵬の土俵入りの従者を務めることは出来なかった。場所後の同年6月15日に忌部神社で行われた土俵入りの際に露払いを務めたのが自身にとって唯一の従者経験となった[40]。
- 鈴木おさむから贈られた化粧回しを着用していた。
- 2013年1月場所限りで現役引退した、日大の13年先輩となる高見盛から後継者として指名されていた。
- 2013年2月9日に行われた第46回NHK福祉大相撲のお楽しみ歌くらべコーナーでは、ももいろクローバーZと初共演し、旭日松と共に踊りを披露した。
- 現役時の本場所中はその日の取組について、大相撲中継担当のNHK福岡のアナウンサーにより、平日夕方6時台の福岡のニュース番組（2015年度からのロクいち!福岡など）で伝えられていた。
- 一時期に名乗っていた四股名「山口」の画数は6画で、これは2016年11月場所の関取70人の内で最も画数が少ない四股名であった。山口自身は「なにせサインが楽です。角界一、楽じゃないですかね」と[41]述べていた。
- 宮城野部屋への入門は大学時代に日大相撲部総監督であった田中英壽の指示を拒否しての選択であったため、日大相撲部OB会からは除名同然の扱いを受けたとされる[42]。

### 私生活
- 2017年5月の時点ではヤフオク!で購入した30万円の車を使用していた。「これで十分ですよ。稽古後（で汗まみれの）僕や付け人も乗るんだから」と、無駄にお金をかけない理由を語っていた[43]。

## 主な成績
- 通算成績：220勝247敗7休（46場所）
- 幕内成績：3勝12敗
- 幕内在位：1場所

### 各段優勝
- 幕下優勝：2回（2012年7月場所、2016年9月場所）

### 場所別成績
| | 一月場所 初場所（東京） | 三月場所 春場所（大阪） | 五月場所 夏場所（東京） | 七月場所 名古屋場所（愛知） | 九月場所 秋場所（東京）   | 十一月場所 九州場所（福岡） |
| --- | ----------------------- | ----------------------- | ----------------------- | --------------------------- | ------------------------- | --------------------------- |
| 2012年 （平成24年） | x                       | 幕下付出15枚目 5–2      | 東幕下7枚目 4–3         | 東幕下5枚目 優勝 7–0        | 西十両9枚目 9–6           | 東十両5枚目 9–6             |
| 2013年 （平成25年） | 西十両筆頭 7–8          | 東十両2枚目 9–6         | 西前頭16枚目 3–12       | 西十両7枚目 7–8             | 西十両9枚目 7–8           | 西十両9枚目 8–7             |
| 2014年 （平成26年） | 西十両7枚目 5–10        | 西十両11枚目 6–9        | 東十両14枚目 2–13       | 西幕下10枚目 0–4–3          | 西幕下45枚目 0–7          | 東三段目21枚目 4–3          |
| 2015年 （平成27年） | 東三段目10枚目 3–4      | 東三段目23枚目 1–6      | 西三段目65枚目 5–2      | 東三段目35枚目 4–3          | 東三段目23枚目 5–2        | 西幕下59枚目 5–2            |
| 2016年 （平成28年） | 西幕下37枚目 5–2        | 西幕下26枚目 5–2        | 東幕下14枚目 5–2        | 西幕下8枚目 6–1             | 東幕下2枚目 優勝 7–0      | 西十両10枚目 9–6            |
| 2017年 （平成29年） | 東十両9枚目 9–6         | 東十両6枚目 8–7         | 西十両4枚目 5–10        | 東十両9枚目 9–6             | 西十両5枚目 5–10          | 西十両10枚目 6–9            |
| 2018年 （平成30年） | 東十両12枚目 2–12–1     | 西幕下8枚目 2–5         | 西幕下19枚目 3–4        | 東幕下26枚目 2–5            | 東幕下46枚目 3–4          | 西幕下56枚目 2–5            |
| 2019年 （平成31年 /令和元年） | 東三段目17枚目 3–4      | 東三段目34枚目 4–3      | 西三段目21枚目 0–4–3    | 西三段目71枚目 3–4          | 東三段目89枚目 引退 2–5–0 | x                           |
| 各欄の数字は、「勝ち-負け-休場」を示す。 優勝 引退 休場 十両 幕下 三賞：敢=敢闘賞、殊=殊勲賞、技=技能賞 その他：★=金星 番付階級：幕内 - 十両 - 幕下 - 三段目 - 序二段 - 序ノ口 幕内序列：横綱 - 大関 - 関脇 - 小結 - 前頭（「#数字」は各位内の序列） |                         |                         |                         |                             |                           |                             |

### 幕内対戦成績
| 力士名 | 勝数 | 負数 | 力士名     | 勝数 | 負数 | 力士名 | 勝数 | 負数 | 力士名 | 勝数 | 負数 |
| ------ | ---- | ---- | ---------- | ---- | ---- | ------ | ---- | ---- | ------ | ---- | ---- |
| 東龍   | 0    | 1    | 魁聖       | 0    | 1    | 臥牙丸 | 0    | 1    | 北太樹 | 0    | 1    |
| 旭天鵬 | 0    | 1    | 佐田の富士 | 0    | 1    | 常幸龍 | 0    | 1    | 翔天狼 | 1    | 0    |
| 大道   | 0    | 1    | 千代の国   | 0    | 1    | 誉富士 | 0    | 1    | 舛ノ山 | 0    | 1    |
| 若の里 | 0    | 1    |            |      |      |        |      |      |        |      |      |

## 改名歴
- 山口 雅弘（やまぐち まさひろ） 2012年3月場所 - 2012年7月場所
- 大喜鵬 将大（だいきほう まさひろ） 2012年9月場所 - 2015年1月場所
- 山口 雅弘（やまぐち まさひろ）2015年3月場所 -2019年7月場所
- 大喜鵬 雅弘（だいきほう まさひろ） 2019年9月場所

## 映画
- テルマエ・ロマエII（2014年） - 力士 役[30]